# Убийство Джейкоба Веттерлинга
Джейкоб Эрвин Веттерлинг (17 февраля 1978 — 22 октября 1989) — мальчик из городка Лонг-Прери в штате Миннесота, который был похищен и убит в возрасте 11 лет 22 октября 1989 года. Его исчезновение оставалось нераскрытым около 27 лет, пока 1 сентября 2016 года розыскное бюро Миннесоты не обнаружило человеческие кости на пастбище недалеко от Пейнсвилла примерно в 30 милях (48 км) от места похищения. 3 сентября семья похищенного объявила, что кости принадлежали Джейкобу, и местные правоохранительные органы заявили, что идентичность костей была подтверждена стоматологическими исследованиями. Данное местоположение показал Дэнни Джеймс Хайнрих, давний подозреваемый в похищении другого мальчика, Джареда Шайерля, исчезнувшего в соседнем городе Колд-Спринг. 6 сентября 2016 года Хайнрих признался в похищении и убийстве Джейкоба Веттерлинга, а также в похищении и сексуальном нападении на Джареда Шайерля.

## Похищение
22 октября 1989 года в воскресенье после 9 часов вечера Джейкоб Веттерлинг (11 лет), его младший брат, Тревор (10 лет) и друг, Аарон Ларсон (11 лет) возвращались на велосипеде из магазина Loaf 'N Jug в Сент-Джозефе (штат Миннесота), когда Дэнни Хайнрих, одетый в импровизированную маску из чулка и вооруженный незаряженным револьвером, подошел и приказал мальчикам бросить велосипеды в канаву и лечь лицом вниз на землю. Затем он спросил у каждого мальчика возраст. Брату Джейкоба он велел бежать в ближайший лес и не оглядываться, пригрозив застрелить. Затем Хайнрих взглянул на лица двух оставшихся мальчиков. Он выбрал Джейкоба и велел Аарону бежать и не оглядываться, пригрозив застрелить.  Это был последний раз, когда Джейкоба видели живым.

## Расследование
13 января 1989 года, примерно за десять месяцев до похищения Веттерлинга, был так же похищен 12-летний Джаред Шайерль, который подвергся сексуальному насилию и физическим угрозам со стороны неизвестного взрослого мужчины. Заявление жертвы, сделанное в ту ночь, показало, что способ действия был похож на случай с Веттерлингом: преступник, который позже был идентифицирован как Хайнрих, использовал пистолет и, отпустив мальчика, приказал ему бежать и не оглядываться, пригрозив при этом застрелить. Этот инцидент произошел в десяти милях от того места, где он позже остановил братьев Веттерлинг и их друга.
30 июня 2010 года следователи с ордерами на обыск нагрянули на ферму недалеко от места похищения. Вещественные доказательства были найдены и вывезены в шести грузовиках с землей с места поиска. Однако судебно-медицинская экспертиза не смогла установить, отличить или идентифицировать потенциальные доказательства.
В мае 2014 года следователи подтвердили, что они повторно рассматривают серию попыток и фактических растлений малолетних, которые произошли в районе Пейнсвилла в течение двух лет, предшествовавших похищению и убийству Веттерлинга. С лета 1986 года по весну 1987 года было совершено нападение на пятерых подростков, но никто тогда не был арестован. Власти снова опрашивали некоторых жертв и работали с интернет-блогером, который раскрыл эту информацию. После нескольких месяцев исследований и бесед с некоторыми из жертв, следователи полагали, что эти нападения не были случайными и что данный преступник мог быть  так же связан и с похищением Веттерлинга.
В октябре 2015 года Дэнни Джеймс Хайнрих был публично назван подозреваемым в исчезновении Джейкоба Веттерлинга. 16 декабря 1989 года он был допрошен ФБР, был взят образец его ДНК, но тогда он не был обвинен в преступлении и был освобожден.  ДНК Хайнриха совпадало с тем,что было найдено на одежде двенадцатилетнего Джареда Шайерля после его похищения в Колд-Спринг, в январе 1989 года. Срок давности похищения Шайерля истек, а это значило, что Хайнрих не мог быть арестован и обвинен в этом преступлении.  Однако, ордер на обыск был выдан и в доме Хайнриха была найдена детская порнография, что позволило его арестовать 28 октября 2015 года.
Хайнрих решил сотрудничать с властями в рамках сделки о признании вины и 1 сентября 2016 года привел следователей к месту захоронения жертвы. Одежда Джейкоба и человеческие останки были обнаружены на пастбище недалеко от Пейнсвилла, примерно в 30 милях от дома Веттерлинга и места похищения, а также недалеко от того места, где Хайнрих жил в 1989 году. 3 сентября с помощью стоматологических исследований было подтверждено, что данные останки принадлежат Джейкобу Веттерлингу. Мать Джейкоба, Патти Веттерлинг, сообщила телевизионной станции KARE11, что найденные останки действительно принадлежат Джейкобу. Она сказала следующее: "Все, что я могу подтвердить, это то, что Джейкоб был найден, и наши сердца окончательно разбиты. Я пока не отвечаю ни на какие вопросы СМИ, так как у меня нет слов."
Хайнрих согласился признать себя виновным по одному пункту из 25 федеральных обвинений в детской порнографии, выдвинутых против него. В дополнение к раскрытию местонахождения тела и признанию себя виновным, он также согласился дать показания относительно деталей преступления Веттерлинга. На судебном заседании перед судьей Джоном Танхеймом из окружного суда Соединенных Штатов в Миннеаполисе Хайнрих рассказал, что он похитил и надел наручники на мальчика, отвез его в гравийную яму недалеко от Пейнсвилла, изнасиловал его, убил и похоронил тело. Хайнрих сказал, что он смог избежать полиции в ту ночь, слушая полицейскую волну. Он сказал, что вернулся на место через год и переместил тело, заметив, что куртка Веттерлинга стала видна. Во время судебного заседания Хайнрих также признался в похищении и сексуальном нападении на Джареда Шайерля в начале того же года.
В обмен на признание вины Хайнриха обвинители согласились не обвинять его в убийстве Веттерлинга. В соответствии с соглашением о признании вины, Хайнрих был приговорен к максимальному тюремному сроку в 20 лет за обвинение в детской порнографии. Кроме того, при окончании тюремного срока сделка о признании вины позволяет властям штата добиваться привлечения его к ответственности в качестве насильника, что может помешать убийце когда-либо выйти на свободу.
В январе 2017 года Генрих был переведен в федеральную тюрьму в штате Массачусетс, чтобы отбыть свое 20-летнее наказание.

## Наследие
Через четыре месяца после похищения Веттерлинга его родители, Джерри и Патти Веттерлинг, основали Фонд Джейкоба Веттерлинга, который защищает интересы детей. В 1994 году был принят Федеральный закон Джейкоба Веттерлинга, названный в его честь. Это был первый закон, который создал государственный реестр насильников.
В 2008 году фонд, созданный родителями Джейкоба, стал ресурсным центром Джейкоба Веттерлинга.
В честь Джейкоба был назван Мост Надежды, переправа через реку Миссисипи близ Сент-Клауда.